# Iris de jardin

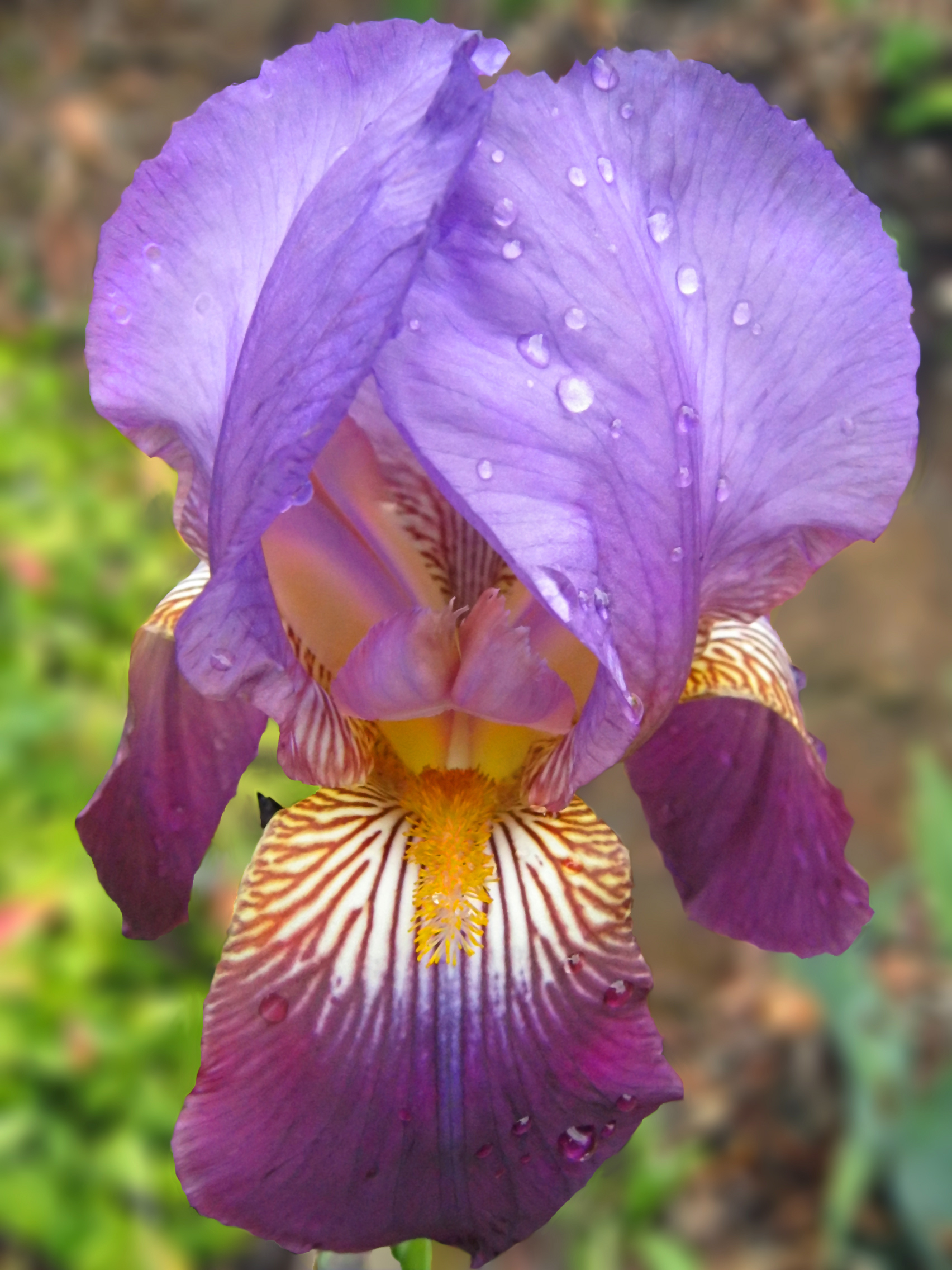
Iris de type Bitone. Le guide de nectar qui oriente les pollinisateurs est formé, au niveau des trois tépales externes (sépales) : d'un tapis de « barbe » formée de poils multicellulaires très durs formant une brosse au niveau de la moitié inférieure (d'où le nom d'iris barbu) ; de dessins variés de taches et de motifs ; d'une palette de couleurs servant de signal visuel.

Iris de jardin, aussi appelé iris hybride ou iris horticole, est le nom donné aux milliers de cultivars issus de la sélection horticole depuis plusieurs siècles.

## Origine et confusion avec Iris germanica

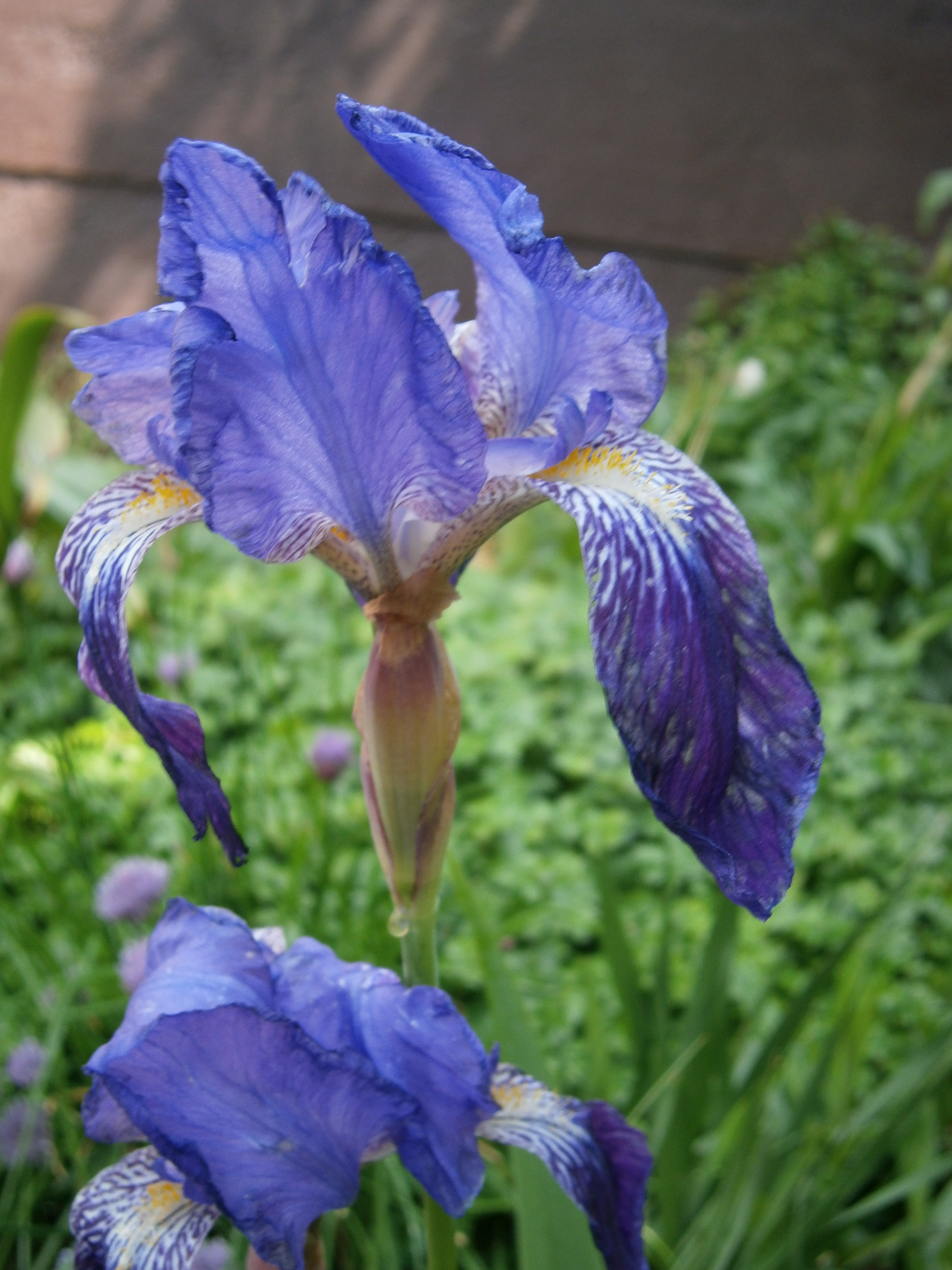
Iris 'Amas'.

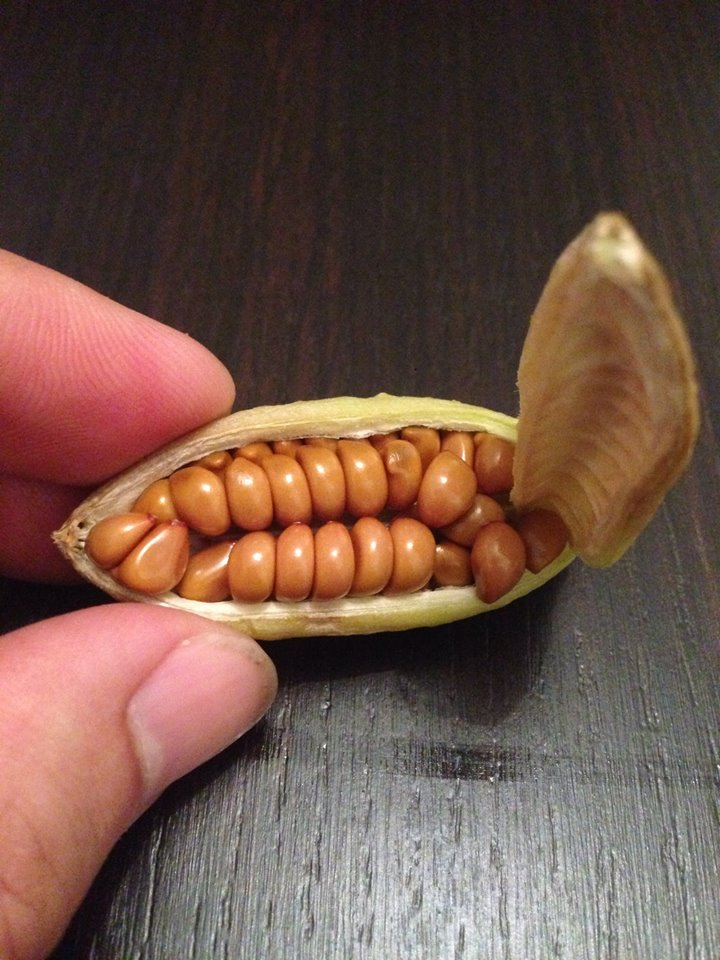
La présence de gousses et de graines prouve qu'il ne s'agit pas de graines dIris × germanica mais plutôt de variétés diploïdes ou tétraploïdes issues d'autres hybrides fertiles.

Les iris hybrides les plus répandus sont les grands iris barbus de jardin souvent appelés à tort Iris germanica.
Les iris de jardin sont en réalité des iris hybrides obtenus notamment à partir de croisement d'Iris pallida avec d’autres espèces souvent issues du Moyen-Orient, qui comptent 2n=48 chromosomes tels que :
- Iris 'Amas' (Iris ×germanica nothovar. macrantha) : pétales bleu clair. Sépales bleu violet à onglets blancs veinés violet, barbe bleu pâle à pointe orange. Originaire de la région d’Amasia au nord de la Turquie. Utilisée dans l'obtention des iris à grandes fleurs tétraploïdes, au début du XXe siècle.
- Iris ×cypriana Baker & Foster
- Iris ×mesopotamica Dykes

Ces croisements d'Iris pallida avec les variétés du Moyen-Orient ont donné naissance à un certain nombre d'hybrides triploïdes (Ballerine), tétraploïdes (Ambassadeur) et pentaploïdes (Magnifica) ; avec parfois perte d'un chromosome ou, encore, présence de un ou deux chromosomes surnuméraires (Ambassadeur possède, en effet, 2n=5o au lieu de 2n=48 et Magnifica 2n=62, au lieu de 2n=6o). La présence de 2 chromosomes surnuméraires a été aussi signalée par Longley, chez Iris Jacquesiana. L'existence de tels hybrides est très important chez les iris où le nombre de chromosomes est en rapport direct avec le gigantisme floral de la plante. La variété Magnifica est, en effet, la forme horticole ayant les plus grandes fleurs. Les formes triploïdes ou pentaploïdes sont stériles et par conséquent sans grand intérêt pour les hybrideurs. La majorité des grands iris actuels sont tétraploïdes.
On trouve également parfois l’appellation « Iris barbata » (traduction latine de Iris barbu) mais cette appellation n'a elle non plus aucune origine scientifique. De plus, la terminologie latine pourrait laisser faussement penser que les iris de jardin appartiennent à une espèce particulière, or ils sont tous des hybrides issus de croisements aussi complexes que différents.

## Classification horticole
L’obtention par hybridation de très nombreux cultivars a conduit à l’élaboration d’une classification horticole très différente de la botanique, ne tenant plus compte de la région d’origine mais de la taille et de la période de floraison. À partir de la Seconde Guerre Mondiale, les Américains acquièrent une grande avance sur notre vieux continent dans la création des iris hybrides. C’est donc un peu naturellement que leur classification horticole des iris à barbes s’impose.
C’est donc la classification élaborée par L. F. Randolph en 1959 qui a été adoptée partout et par tous. Elle comprend six groupes horticoles :
- Iris nains miniatures (MDB pour Miniature Dwarf Bearded = Barbu nain miniature) : feuillage plus court que la hampe florale, courbe ou en forme de faucille. Floraison très précoce. Hauteur inférieure à 25 cm, fleurs de 5 cm à 7,5 cm de diamètre.
- Iris nains standards (SDB pour Standard Dwarf Bearded) : feuillage aussi haut que la hampe florale, érigé. Hauteur entre 25 et 40 cm, fleurs de 7,5 cm à 10 cm de diamètre.
- Grands iris miniatures (MTB pour Miniature Tall Bearded = Grand barbu miniature) : tige florale mince et flexueuse. Hauteur de 40 à 70 cm, diamètre des fleurs d’environ 7,5 cm.
- Iris intermédiaires (IB) : tige florale solide bien érigée, hampes branchues, floraison entre celle des SDB et celle des grands iris. Hauteur de 40 à 70 cm, diamètre des fleurs de 10 cm à 13 cm.
- Iris de bordure (BB pour Border Bearded) : tige florale solide bien érigée, floraison en même temps que les grands iris. Hauteur de 40 à 70 cm, diamètre des fleurs de 10 cm à 15 cm.
- Grands iris barbus (TB) : hampes de plus de 71 cm.

## Catégories de couleurs

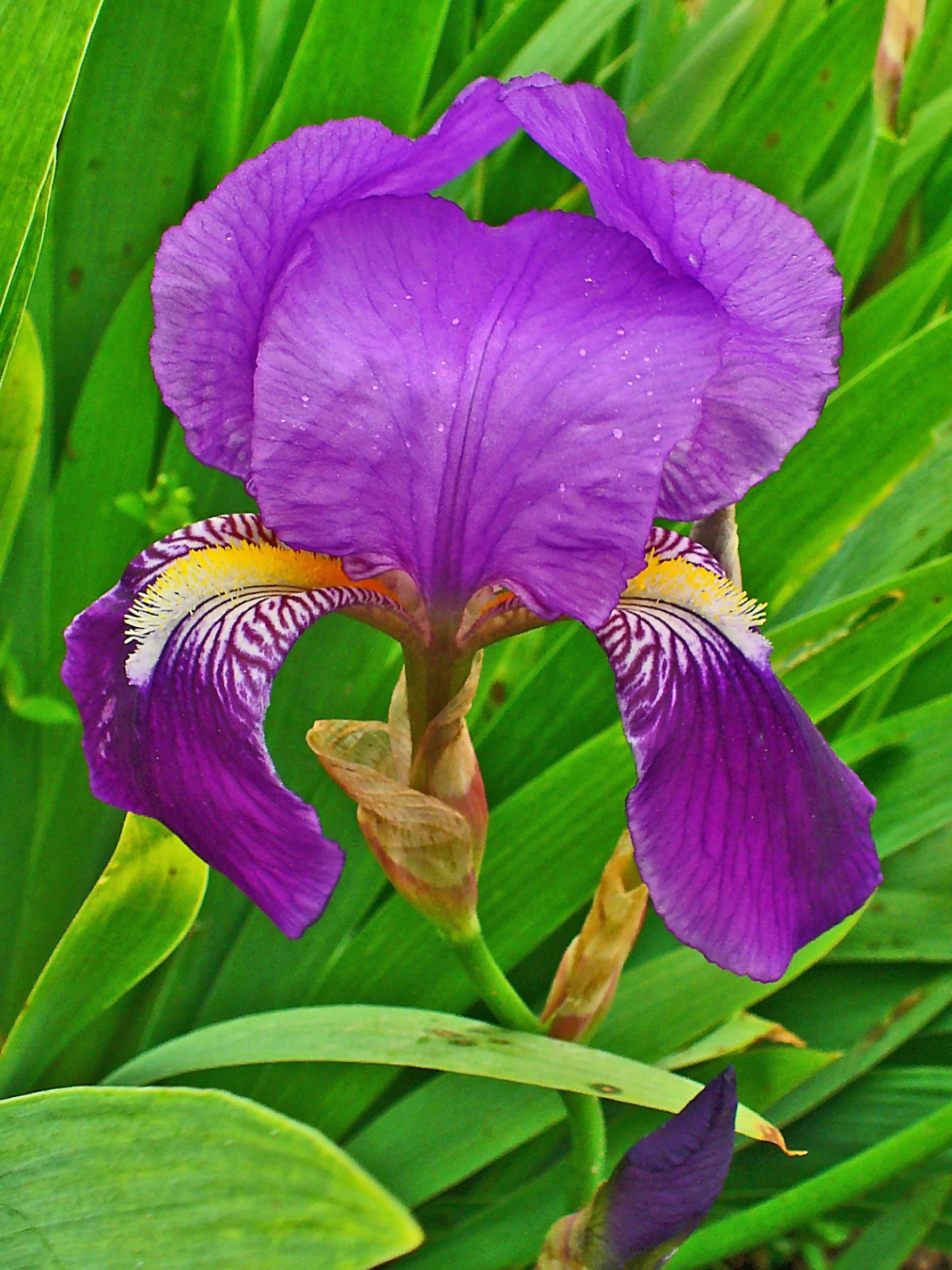
Iris de jardin type Self

Sur les catalogues des spécialistes, les différents motifs et coloris sont classées parmi onze catégories :
- Amoena : pétales blancs et sépales de couleur.
- Bicolore : pétales et sépales de couleurs différentes.
- Bitone : deux tons dans les mêmes couleurs.
- Blend (mélangé) : combinaison de deux (ou plus) couleurs, plus ou moins bien réparties sur la fleur.
- Glaciata : la fleur n'a aucun pigment rouge ou violet et est d'un blanc, jaune ou rose très pur.
- Luminata : variante de Plicata qui semble briller de l'intérieur. Type caractérisé par une bordure claire et l'absence de coloration au cœur de la fleur avec un veinage rayonnant sur les sépales venant du cœur.
- Neglecta : pétales bleu clair, sépales de couleur plus sombre. Le type doit son nom à une variété de 1813 appelée Neglecta.
- Plicata : bordure ou stries colorées sur fond clair.
- Self : pétales et sépales de couleurs identiques.
- Variegata : bicolore dans les tons jaunes et bruns.
- Reverse : qualificatif apposé à chacun de ces types quand le motif est inversé. Par exemple, un iris à pétales de couleur et sépales blancs est un Amoena Reverse.

## Histoire de l'iris des jardins
Les iris sont connus et présents dans les jardins depuis l'Antiquité mais, jusqu'au XIXe siècle, on ne cultivait que des espèces botaniques naturelles.
La sélection horticole des iris de jardin ne s'est développée qu'à partir du début du XIXe siècle en France. C'est Marie Guillaume de Bure (1781-1842), un amateur d'horticulture vivant à Malétable, qui créa vers 1820 à partir d'iris sambucina, iris versicolor, iris variegata et iris pallida les premiers cultivars nommés dont 'Buriensis', un Plicata qui fut la première variété d'iris de jardin vendue dans le commerce. Les années suivantes, de Bure créa des centaines d'autres variétés rapidement suivi par Henri-Antoine Jacques, le jardinier en chef du roi Louis-Philippe Ier qui lui-même entraîna Jean-Nicolas Lémon, un pépiniériste de Belleville, à se spécialiser dans la sélection des iris. Pour le remercier, Lémon créera en 1840 le cultivar Jacquesiana en son honneur.
Au début du XXe siècle, d'autres obtenteurs célèbres tels qu'Henry de Vilmorin et son fils Philippe de Vilmorin développèrent encore la création horticole d'iris en France grâce à l'utilisation de variétés d'iris asiatiques (iris mesopotamica et iris amas ramené de Amasra en Turquie par Sir Michael Foster en 1885). En 1904, Vilmorin crée ainsi les premiers iris de jardin triploïdes (Isoline) et tétraploïdes (Tamerlan et Oriflamme), plus grands et à plus grosses fleurs que les précédents qui étaient diploïdes.
À partir de 1920, après la mort d'Henry et Philippe de Vilmorin, c'est la famille Cayeux qui reprit le flambeau de la création d'iris en France.